# ロバート・カルダー
サー・ロバート・カルダー準男爵（英: Sir Robert Calder, 1st Baronet、1745年7月13日 - 1818年9月1日）は、18世紀後半から19世紀初頭のイギリス海軍の提督である。姓はコールダーと片仮名転記される場合がある。

## 来歴

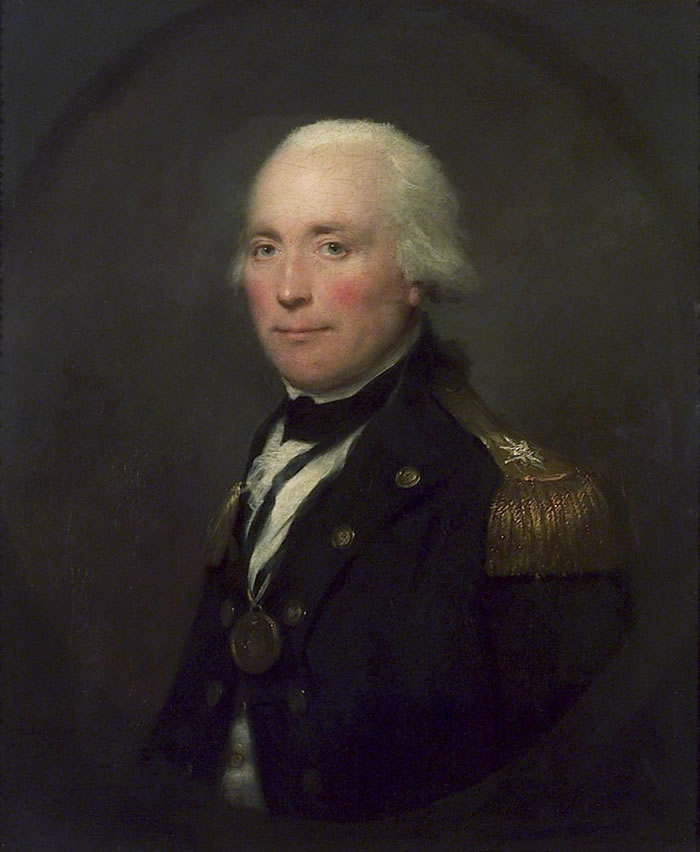
ロバート・カルダーの肖像（レミュエル・フランシス・アボット画、1797年）

3代目カルダー準男爵ジェームス・カルダーとアリス・ヒューズの息子としてスコットランドのエルギンで産まれる。エルギンのグラマースクールを卒業した後、1759年に14歳でイギリス海軍に入隊する。1762年5月21日、士官候補生時代にスペイン船の拿捕に関して1800ポンドの賞金を得、その後に海尉に昇進した。
海尉としてはジョージ・フォークナー艦長の64門3等戦列艦エセックスに配属される。昇進は勅任艦長となる1780年まではゆっくりとしたものだった。その間、1779年にアメリア・ミッチェルと結婚している。なお、子供は授からなかった。
艦長としてはリチャード・ケンペンフェルト提督の元でフリゲート艦ダイアナを指揮し、さまざまな任務をやり遂げたが、抜群の功績を上げる機会には恵まれなかった。
1796年、彼はジョン・ジャーヴィス提督麾下の先任艦長（旗艦艦長）に任命され、サン・ビセンテ岬の海戦に参加した。このときの旗艦はヴィクトリーだった。戦闘の後、彼は勝利の一報を急送する任務に選ばれ本国に帰還、1797年3月3日にジョージ3世によってナイトに叙任された。彼はまた議会からの褒章も受け、1798年8月22日、初代サウスウィックのカルダー準男爵となった。

1799年にはリア・アドミラル（少将）に昇進し、1804年にはヴァイス・アドミラル（中将）に進んだ。そして小艦隊を率いてフランスからエジプトに物資を輸送するガントゥーム提督のフランス艦隊を追撃する任務に就いたが、この任務は不首尾に終わる。第三次対仏大同盟の期間はナポレオンのイギリス侵攻のために準備を整えていたロシュフォール港とフェロル港の封鎖艦隊を指揮していた。彼の艦隊は敵に対して大きく劣勢であったが封鎖を実現し、海上への脱出を許さなかった。
ナポレオンが彼のイギリス侵攻の序章としてフェロルの封鎖を解こうとしていることがわかると、海軍はチャールズ・スティリング中将（Vice-Admiral）をカルダー艦隊に合流させ、ブレストに向けて出撃する仏西連合艦隊を迎撃するよう命令した。敵艦隊の接近は霧のために隠蔽されていたが、ついに1805年7月22日に敵艦隊を視界に捉えた。
15隻のイギリス艦隊に対し連合艦隊は20隻と数で勝っていたが、カルダーは指揮下の艦隊に対して交戦を命じた。フィニステレ岬の海戦である。
イギリス艦隊は死者39名負傷者159名の損害を出したが敵艦2隻の拿捕に成功し、連合艦隊の死者は158名、負傷者は320名に及んだ。4時間後、夜の訪れとともにカルダーは戦闘の中止を命じた。その後2日にわたって両艦隊は接近した状態を保っていたが、戦闘は起こらなかった。「カルダーは彼の新しい勝利を守りたかったし、フランスの提督ヴィルヌーヴは残存艦隊をこれ以上の戦いに使いたくなかった」
この戦闘の結果、ヴィルヌーヴはブレストへ向かうことを断念し24日にこの海域を離脱してフェロルに撤退、ついでカディスに退いた。ヴィルヌーヴは彼の目標――アイルランドへの陸兵揚陸、ブレスト艦隊との合流、海峡艦隊（イギリス海軍の英仏海峡守備艦隊）の誘引、ナポレオンのイギリス侵攻の支援――のすべてに失敗したことになった。ブーローニュで待機し続けていたイギリス遠征軍（アルメ・ダングルテール）はまったくの無駄足になり、ナポレオンの判断でイギリス侵攻計画は白紙となった。
しかしイギリスにおいては、カルダーの行動は完璧な勝利を収めることに失敗したと受け止められた。

カルダーに対する風当たりが強かったため、軍法会議が開かれることになった。ネルソンはカルダーを本国へ帰還させたが、このとき戦いが迫っている状況下ではあったがカルダーの旗艦である98門艦「プリンス・オブ・ウェールズ」とともに帰還することを許した。カルダーは8月上旬にイギリスに到着し、トラファルガーの海戦には間に合わなかった。軍法会議は12月23日に開かれ、「交戦に際して全力を尽くさなかった」と同時に「臆病で不満な振る舞いを見せた」として厳しい譴責が行われた。カルダーは二度と海上勤務には就けなかった。自然ななりゆきから1810年にはアドミラルに昇進し、そして彼の軍歴に対する公的な証明として、また彼に対する批判が下火になったことから、1815年にはバス勲爵士に序された。なお、1810年に海軍司令長官に任命されている。
1818年、ハンプシャー州ビショップスウォルサム近郊のホルトにおいて死去。

## References
1. 1 2 3 4 5  Sir Robert Calder at Oxford Dictionary of National Biography
2. ↑  "Trial of Vice-Admiral Robert Calder", The Naval Chronicle 1806, p. 79.

- William James, Naval History of Great Britain, 1793–1827.
- George Edward Cokayne, editor, The Complete Baronetage (1900).